# 1. polská hokejová liga
1. polská hokejová liga (polsky: I liga polska w hokeju na lodzie) je druhou profesionální hokejovou ligou v Polsku. Byla založena v roce 1955. Vítěz postupuje do Ekstraligy.

## Účastníci v sezoně 2020/2021
- KH Polonia Bytom
- KS Katowice Naprzód Janów
- MKS Cracovia
- ŁKH Łódź
- MMKS Podhale Nowy Targ
- Opole HK
- Re-Plast Unia Oświęcim
- UKS Niedźwiadki MOSiR Sanok
- Zagłębie Sosnowiec
- SMS Toruń
- MKS Sokoły Toruń
- MOSM Tychy